# Нина Нешковић
Нина Нешковић (Београд, 21. октобар 1992) српска је позоришна, телевизијска и филмска глумица.

## Биографија
Завршила је Десету гимназију „Михајло Пупин” на Новом Београду. Глуму је дипломирала на Факултету драмских уметности у Београду, у класи Драгана Петровића Пелета. С њом су студирали Тамара Алексић, Владимир Вучковић, Анђела Јовановић, Марко Грабеж, Михаило Јовановић, Ђорђе Стојковић, Јована Пантић, Јована Стојиљковић, Страхиња Блажић, Марта Бјелица и Вучић Перовић. С колегиницом Јованом Стојиљковић поделила је Награду „др Бранивоје Ђорђевић” за највишу оцену из предмета Дикција. Вишеструко је награђена за улогу у представи Јами дистрикт, између осталих и Стеријином наградом. С 25 година старости, најмлађа је дотадашња добитница. Од сезоне 2022/23. постала је чланица ансамбла Драме Народног позоришта у Београду, заједно с колегама Петром Стругаром и Вучићем Перовићем.

## Каријера
Прву улогу добила је са 16 година старости, на кастингу за телевизијску серију Приђи ближе. Позоришну каријеру започела је у Звездара театру где је играла у представама Добродошли у Србију и Клаустрофобична комедија, као и у обновљеној поставци представе Петар Пан, Позоришта „Бошко Буха”. У Народном позоришту дебитовала је у Народној драми. Почетком пролећа 2017. премијерно је изведена представа Јами дистрикт у Битеф театру, која је добила велики број појединачних и колективних награда на фестивалима. Наредне године премијерно су изведени комади Смрт фашизму! О рибарима и слободи, Рефлектор театра, као и Пад чије је прво извођење било у свилајначком Центру за културу. Појавила се у серијама Комшије, Ургентни центар, Јутро ће променити све и Синђелићи, док је кроз наслове Државни службеник и Преживети Београд тумачила главне улоге. У Народном позоришту потом је играла у представи Сан летње ноћи - пројекат Шекспир, у Театру Вук Заборављене, а у Звездара театру Спортско срце. Запаженије улоге је остварила и у телевизијским пројектима Мочвара, Калкански кругови, Чудне љубави, Клан, као и трећој сезони серије Радио Милева. Прву филмску улогу добила је у остварењу Радоша Бајића, Хероји Халијарда.

## Улоге

### Позоришне представе
| Наслов                              | Улога         | Редитељ                | Позориште                    | Премијера          |
| ----------------------------------- | ------------- | ---------------------- | ---------------------------- | ------------------ |
| Добродошли у Србију                 |               | Драган Јовановић       | Звездара театар              | 27. мај 2006.      |
| Клаустрофобична комедија            | Весела Крај   | Дарко Бајић            | Звездара театар              | 14. децембар 2015. |
| Петар Пан                           | Венди         | Милан Караџић          | Позориште „Бошко Буха”       | 15. јун 2016.      |
| Народна драма                       | Анкинa бубицa | Бојана Лазић           | Народно позориште у Београду | 17. новембар 2016. |
| Јами дистрикт                       | Босанка       | Кокан Младеновић       | Битеф театар                 | 24. март 2017.     |
| Смрт фашизму! О рибарима и слободи  |               | Милена Богавац         | Рефлектор театар             | 9. мај 2018.       |
| Пад                                 |               | Кокан Младеновић       | Центар за културу Свилајнац  | 21. децембар 2018. |
| Сан летње ноћи - пројекат Шекспир   | Хелена        | Кокан Младеновић       | Народно позориште у Београду | 8. октобар 2019.   |
| Заборављене                         |               | Марија Миленковић      | Театар Вук                   | 10. јул 2021.      |
| Спортско срце                       | Маја          | Милан Караџић          | Звездара театар              | 4. децембар 2021.  |
| Рат и мир                           | Соња          | Борис Лијешевић        | Народно позориште у Београду | 30. мај 2022.      |
| Ситнице које живот значе            | Ема           | Андреј Носов           | Народно позориште у Београду | 23. октобар 2022.  |
| Наш разред                          | Зоха          | Татјана Мандић Ригонат | Народно позориште у Београду | 9. април 2023.     |
| Сањао сам да сам се пробудио        |               | Дино Мустафић          | Народно позориште у Београду | 21. јануар 2024.   |
| Није смрт бицикло (да ти га украду) | Дебела        | Андреј Носов           | Народно позориште у Београду | 26. јун 2024.      |

### Филмографија
|                   | 2010▼ | 2020▼ | Укупно |
| ----------------- | ----- | ----- | ------ |
| Дугометражни филм | 0     | 2     | 3      |
| ТВ филм           | 0     | 0     | 0      |
| ТВ серија         | 8     | 5     | 13     |
| Кратки филм       | 1     | 0     | 1      |
| Укупно            | 9     | 8     | 17     |

| Год.       | Назив                            | Улога           |
| ---------- | -------------------------------- | --------------- |
| 2010-е▲    |                                  |                 |
| 2010.      | Приђи ближе (серија)             | Лара Станковић  |
| 2016.      | Serbian Folk Story (кратки филм) |                 |
| 2018.      | Комшије (серија)                 | Елза            |
| 2018.      | Ургентни центар (серија)         | Ружа            |
| 2018.      | Јутро ће променити све (серија)  | Невена          |
| 2017—2019. | Синђелићи (серија)               | Елена Рогић     |
| 2019—      | Државни службеник (серија)       | Маја            |
| 2019—2020. | Преживети Београд (серија)       | Ружица          |
| 2019—2020. | Слатке муке (серија)             | Маја            |
| 2020-е▲    |                                  |                 |
| 2020—2022. | Мочвара (серија)                 | Анђела          |
| 2021—2024. | Калкански кругови (серија)       | Миланка         |
| 2022.      | Чудне љубави (серија)            | Мина Букмировић |
| 2022.      | Клан (серија)                    | Бамби           |
| 2022.      | Радио Милева (серија)            | Суки            |
| 2023.      | Што се боре мисли моје           |                 |
| 2023.      | Хероји Халијарда                 | Милица Јовић    |
| 2024.      | Девојачко вече                   |                 |

## Награде и признања
| Година | Остварење                | Награда |
| ------ | ------------------------ | --- |
| 2015.  |                          | Награда „др Бранивоје Ђорђевић”, Факултета драмских уметности Универзитета уметности у Београду, за највиши просек оцена из предмета Дикција |
| 2017.  | Јами дистрикт            | Награда за најбоље глумачко остварење у равноправној подели на фестивалу „Нови Тврђава театар”                                               |
| 2017.  | Јами дистрикт            | Награда Жан Маролт за најбољу глумицу у равноправној подели на фестивалу „Дани Јурислава Коренића”                                           |
| 2018.  | Јами дистрикт            | Награда за најбољу глумицу на фестивалу „Лице без маске”                                                                                     |
| 2018.  | Јами дистрикт            | Стеријина награда за глумачко остварење |
| 2018.  | Јами дистрикт            | Награда Олга Ивановић за најбољу глумицу на Фестивалу првоизведених представа у Алексинцу, у равноправној подели                             |
| 2019.  | Јами дистрикт            | Специјална глумачка награда у равноправној подели на Арт Трема Фесту                                                                         |
| 2019.  | Јами дистрикт            | Награда за најбољу младу глумицу на фестивалу „Буцини дани” у Александровцу                                                                  |
| 2023.  | Рат и мир                | Награда „Петар Банићевић” |
| 2023.  | Ситнице које живот значе | Награда „Петар Банићевић” |